# Tonos
Tonos (gr. τόνος) – stosowany w ortografii monotonicznej języka nowogreckiego znak diakrytyczny na oznaczenie miejsca akcentu w wyrazie.
| Znak | Kod    | Nazwa unikodowa | Nazwa polska |
| ---- | ------ | --------------- | ------------ |
| ΄    | U+0384 | GREEK TONOS     | grecki tonos |